# Französische Formel-4-Meisterschaft 2011
Die französische Formel-4-Meisterschaft 2011 (französisch offiziell Championnat de France de Formule 4 2011) war die 19. Saison der 1600cc Formel-Renault-Markenrennserie sowie die erste Saison der französischen Formel-4-Meisterschaft. Es gab 14 Rennen, die Meisterschaft begann am 9. April in Lédenon und endete am 30. Oktober in Le Castellet. Matthieu Vaxivière gewann den Meistertitel der Fahrer.

## Fahrer
Anders als in anderen Rennserien gab es keine Teams, alle Fahrer wurden vom Organisator Fédération française du sport automobile (FFSA) betreut. Alle Fahrer verwendeten das Signatech-Chassis FR1.6, den 1,6-Liter-K4MRS-Saugmotor von Renault und Reifen von Kumho.
| Auto # | Fahrer                  | Status | Rennwochenende | Quelle |
| ------ | ----------------------- | ------ | -------------- | ------ |
| 01     | Andrea Pizzitola        |        | Alle           |        |
| 02     | Marie Baus-Coppens      |        | Alle           |        |
| 03     | Alexandre Mantovani     |        | Alle           |        |
| 04     | Aurélien Panis          |        | Alle           |        |
| 05     | Cyril Raymond           |        | Alle           |        |
| 06     | Jean Antunes            |        | 1              |        |
| 06     | Jonas Ramanauskas       |        | 5              |        |
| 06     | Maël le Gall            |        | 7              |        |
| 07     | Matthieu Vaxivière      |        | Alle           |        |
| 08     | Tomasz Krzeminski       |        | Alle           |        |
| 09     | Patrick Kujala          |        | Alle           |        |
| 10     | Alex Loan Ventura       |        | Alle           |        |
| 11     | Kévin Balthazar         |        | Alle           |        |
| 12     | Paul Petit              |        | Alle           |        |
| 14     | Francisco-Javier Suárez |        | Alle           |        |
| 15     | Pierre Gasly            |        | Alle           |        |
| 16     | Parth Ghorpade          |        | Alle           |        |
| 17     | Josh Fielding           |        | 1–3            |        |
| 17     | Sébastien Ogier         |        | 7              |        |
| 18     | Tristan Papavoine       |        | Alle           |        |
| 19     | Victor Colomé           |        | Alle           |        |
| 20     | Alexander Boquoi        |        | Alle           |        |
| 21     | Pierre Sancinéna        |        | Alle           |        |
| 22     | Jordan Perroy           |        | Alle           |        |

## Rennkalender
Es gab sieben Rennwochenenden in zwei Ländern zu je zwei Rennen.
| Nr. | Datum         | Rennstrecke                                      | Sieger             | Zweiter             | Dritter             | Pole-Position      | Schnellste Rennrunde |
| --- | ------------- | ------------------------------------------------ | ------------------ | ------------------- | ------------------- | ------------------ | -------------------- |
| 01. | 09. April     | Circuit de Lédenon (Lédenon)                     | Cyril Raymond      | Andrea Pizzitola    | Matthieu Vaxivière  | Cyril Raymond      | Cyril Raymond        |
| 02. | 10. April     | Circuit de Lédenon (Lédenon)                     | Andrea Pizzitola   | Pierre Sancinéna    | Alexandre Mantovani | Cyril Raymond      | Cyril Raymond        |
| 03. | 24. April     | Circuit Paul Armagnac (Nogaro)                   | Pierre Sancinéna   | Alexandre Mantovani | Andrea Pizzitola    | Pierre Sancinéna   | Matthieu Vaxivière   |
| 04. | 25. April     | Circuit Paul Armagnac (Nogaro)                   | Pierre Sancinéna   | Andrea Pizzitola    | Matthieu Vaxivière  | Pierre Sancinéna   | Matthieu Vaxivière   |
| 05. | 21. Mai       | Circuit de Pau-Ville (Pau)                       | Matthieu Vaxivière | Cyril Raymond       | Pierre Gasly        | Matthieu Vaxivière | Pierre Gasly         |
| 06. | 22. Mai       | Circuit de Pau-Ville (Pau)                       | Matthieu Vaxivière | Pierre Sancinéna    | Aurélien Panis      | Matthieu Vaxivière | Matthieu Vaxivière   |
| 07. | 25. Juni      | Circuit du Val de Vienne (Le Vigeant)            | Andrea Pizzitola   | Tristan Papavoine   | Pierre Sancinéna    | Matthieu Vaxivière | Andrea Pizzitola     |
| 08. | 26. Juni      | Circuit du Val de Vienne (Le Vigeant)            | Matthieu Vaxivière | Andrea Pizzitola    | Cyril Raymond       | Matthieu Vaxivière | Matthieu Vaxivière   |
| 09. | 29. Juli      | Circuit de Spa-Francorchamps (Spa-Francorchamps) | Patrick Kujala     | Pierre Gasly        | Victor Colomé       | Pierre Sancinéna   | Patrick Kujala       |
| 10. | 30. Juli      | Circuit de Spa-Francorchamps (Spa-Francorchamps) | Pierre Gasly       | Patrick Kujala      | Matthieu Vaxivière  | Pierre Sancinéna   | Andrea Pizzitola     |
| 11. | 03. September | Circuit d’Albi (Le Sequestre)                    | Andrea Pizzitola   | Matthieu Vaxivière  | Pierre Gasly        | Matthieu Vaxivière | Matthieu Vaxivière   |
| 12. | 04. September | Circuit d’Albi (Le Sequestre)                    | Pierre Gasly       | Victor Colomé       | Matthieu Vaxivière  | Matthieu Vaxivière | Tristan Papavoine    |
| 13. | 29. Oktober   | Circuit Paul Ricard (Le Castellet)               | Pierre Gasly       | Alexandre Mantovani | Matthieu Vaxivière  | Pierre Gasly       | Matthieu Vaxivière   |
| 14. | 30. Oktober   | Circuit Paul Ricard (Le Castellet)               | Pierre Gasly       | Matthieu Vaxivière  | Aurélien Panis      | Pierre Gasly       | Aurélien Panis       |

## Wertung

### Punktesystem
Bei jedem Rennen bekamen die ersten zehn des Rennens 15, 12, 10, 8, 6, 5, 4, 3, 2 bzw. 1 Punkt(e). Der schnellste Fahrer aus den Qualifyings erhielt einen Bonuspunkt für die Pole-Position. Für die schnellste Runde im Rennen gab es ebenfalls einen Bonuspunkt. In der Fahrerwertung wurden nur die besten 12 Ergebnisse gewertet (Streichergebnis).
| Punkteverteilung | Punkteverteilung | Punkteverteilung | Punkteverteilung | Punkteverteilung | Punkteverteilung | Punkteverteilung | Punkteverteilung | Punkteverteilung | Punkteverteilung | Punkteverteilung | Punkteverteilung | Punkteverteilung |
| ---------------- | ---------------- | ---------------- | ---------------- | ---------------- | ---------------- | ---------------- | ---------------- | ---------------- | ---------------- | ---------------- | ---------------- | ---------------- |
| Platz            | 1                | 2                | 3                | 4                | 5                | 6                | 7                | 8                | 9                | 10               | PP               | SR               |
| Punkte           | 15               | 12               | 10               | 8                | 6                | 5                | 4                | 3                | 2                | 1                | 1                | 1                |

### Fahrerwertung
| Pos.                                      | Fahrer          | LÉD | LÉD | NOG | NOG | PAU | PAU | VDV | VDV | SPA | SPA | ALB | ALB  | LEC | LEC | Punkte |
| Pos.                                      | Fahrer          | R1  | R2  | R1  | R2  | R1  | R2  | R1  | R2  | R1  | R2  | R1  | R2   | R1  | R2  | Punkte |
| ----------------------------------------- | --------------- | --- | --- | --- | --- | --- | --- | --- | --- | --- | --- | --- | ---- | --- | --- | ------ |
| 1                                         | M. Vaxivière    | 3   | (5) | 4   | 3   | 1   | 1   | DNF | 1   | 4   | 3   | 2   | 3    | 3   | 2   | 146    |
| 2                                         | A. Pizzitola    | 2   | 1   | 3   | 2   | 7   | 7   | 1   | 2   | 6   | 5   | 1   | (10) | 16  | 4   | 120    |
| 3                                         | P. Gasly        | DNF | DNF | 10  | 10  | 3   | DNF | 6   | 9   | 2   | 1   | 3   | 1    | 1   | 1   | 104    |
| 4                                         | P. Sancinéna    | 5   | 2   | 1   | 1   | DNF | 2   | 3   | DNF | DNF | 4   | 5   | 4    | 4   | 16  | 104    |
| 5                                         | P. Kujala       | DNF | 4   | 7   | 12  | 5   | 4   | 7   | 10  | 1   | 2   | 6   | 5    | 6   | DNF | 76     |
| 6                                         | C. Raymond      | 1   | 12  | 5   | 19  | 2   | DNF | 4   | 3   | 8   | DNF | 9   | 14   | 11  | 9   | 64     |
| 7                                         | A. Mantovani    | 18  | 3   | 2   | 4   | 10  | 5   | DNS | 12  | 7   | 8   | 13  | 6    | 2   | DNF | 61     |
| 8                                         | T. Papavoine    | 11  | 17  | DNS | 5   | 4   | 9   | 2   | 4   | 9   | 9   | 4   | 8    | 7   | DNF | 57     |
| 9                                         | V. Colomé       | 4   | 7   | 12  | 8   | DNF | DNF | 11  | 5   | 3   | 10  | 8   | 2    | DSQ | EX  | 47     |
| 10                                        | A. Panis        | 8   | 18  | 11  | 7   | DNF | 3   | 5   | 11  | 11  | 7   | 7   | 7    | 20  | 3   | 46     |
| 11                                        | A. Ventura      | 6   | DNF | DNF | 6   | 6   | DNF | DNF | 17  | 5   | 6   | 10  | 13   | 9   | 6   | 36     |
| 12                                        | F. Suárez       | 7   | 9   | 6   | 15  | DNF | DNF | 9   | 7   | 18  | 11  | 11  | DNF  | 13  | 8   | 21     |
| 13                                        | J. Perroy       | 12  | 6   | 8   | 11  | DNF | 6   | 16  | 13  | 13  | 13  | 12  | DNF  | 8   | 10  | 19     |
| 14                                        | K. Balthazar    | 9   | 8   | 18  | 14  | 11  | 10  | 8   | 8   | 10  | 12  | 17  | 12   | 10  | 11  | 16     |
| 15                                        | P. Ghorpade     | 16  | 13  | 13  | 16  | 8   | 8   | 12  | 14  | DNF | 15  | 16  | 9    | 14  | 7   | 13     |
| 16                                        | P. Petit        | 13  | DNF | 17  | DNF | DNF | 12  | 10  | 6   | 17  | 14  | 14  | DNF  | 19  | DNF | 6      |
| 17                                        | J. Fielding     | 14  | 10  | 9   | 9   | DNF | DNF |     |     |     |     |     |      |     |     | 5      |
| 18                                        | T. Krzeminski   | 10  | 11  | 14  | 13  | 9   | 11  | 13  | 15  | 12  | 17  | 15  | 11   | 12  | 13  | 3      |
| 19                                        | A. Boquoi       | 17  | 16  | 16  | 18  | 12  | 13  | 14  | 16  | 15  | 16  | DNS | DNS  | 15  | 14  | 0      |
| 20                                        | M. Baus-Coppens | 15  | 15  | 15  | 17  | 13  | DNF | 15  | 18  | 16  | DNF | DNF | 15   | 17  | 15  | 0      |
| 21                                        | J. Ramanauskas  |     |     |     |     |     |     |     |     | 14  | 18  |     |      |     |     | 0      |
| 22                                        | J. Antunes      | DNF | 14  |     |     |     |     |     |     |     |     |     |      |     |     | 0      |
| Nicht in der Fahrerwertung berücksichtigt |                 |     |     |     |     |     |     |     |     |     |     |     |      |     |     |        |
| NC                                        | S. Ogier        |     |     |     |     |     |     |     |     |     |     |     |      | 5   | 5   | –      |
| NC                                        | M. le Gall      |     |     |     |     |     |     |     |     |     |     |     |      | 18  | 12  | –      |
| Pos.                                      | Fahrer          | R1  | R2  | R1  | R2  | R1  | R2  | R1  | R2  | R1  | R2  | R1  | R2   | R1  | R2  | Punkte |
| Pos.                                      | Fahrer          | LÉD | LÉD | NOG | NOG | PAU | PAU | VDV | VDV | SPA | SPA | ALB | ALB  | LEC | LEC | Punkte |

| Legende       | Legende                        | Legende                                                              |
| Farbe         | Abkürzung                      | Bedeutung                                                            |
| ------------- | ------------------------------ | -------------------------------------------------------------------- |
| Gold          | –                              | Sieg                                                                 |
| Silber        | –                              | 2. Platz                                                             |
| Bronze        | –                              | 3. Platz                                                             |
| Grün          | –                              | 4. bis 10. Platz                                                     |
| Hellblau      | –                              | 10. Platz aufwärts (punktberechtigt)                                 |
| Blau          | –                              | Klassifiziert außerhalb der Punkteränge                              |
| Dunkelblau    | –                              | Klassifiziert innerhalb der Punkteränge aber keine Punktberechtigung |
| Violett       | DNF                            | Rennen nicht beendet (did not finish)                                |
| Violett       | NC                             | nicht klassifiziert (not classified)                                 |
| Rot           | DNQ                            | nicht qualifiziert (did not qualify)                                 |
| Rot           | DNPQ                           | in Vorqualifikation gescheitert (did not pre-qualify)                |
| Schwarz       | DSQ                            | disqualifiziert (disqualified)                                       |
| Weiß          | DNS                            | nicht am Start (did not start)                                       |
| Weiß          | WD                             | zurückgezogen (withdrawn)                                            |
| ohne          | PO                             | nur am Training teilgenommen (practiced only)                        |
| ohne          | DNP                            | nicht am Training teilgenommen (did not practice)                    |
| ohne          | INJ                            | verletzt oder krank (injured)                                        |
| ohne          | EX                             | ausgeschlossen (excluded)                                            |
| ohne          | DNA                            | nicht erschienen (did not arrive)                                    |
| ohne          | C                              | Rennen abgesagt (cancelled)                                          |
| ohne          | keine Teilnahme                |                                                                      |
| sonstige      | P/fett                         | Pole-Position                                                        |
| sonstige      | SR/kursiv                      | Schnellste Rennrunde                                                 |
| sonstige      | Q                              | Extrapunkte für Pole-Position                                        |
| sonstige      | X                              | Extrapunkte für gewonnene Positionen                                 |
| sonstige      | *                              | nicht im Ziel, aufgrund der zurückgelegten Distanz aber gewertet     |
| sonstige      | ()                             | Streichresultate                                                     |
| unterstrichen | Führender in der Gesamtwertung |                                                                      |